# 묵독
묵독(默讀)은 소리내지 않고 속으로 글을 읽는 행위를 뜻한다. 현재 읽기 방법 중에 묵독이 자주 사용되는 것으로 확인된다.

## 같이 보기
- 통독 (읽기)
- 음독
- 정독
- 미독
- 발췌해서 읽기